# Monumento Natural da Pedra da Mua
O Monumento Natural da Pedra da Mua é um monumento natural instituido em 1997 (Decreto nº 20/97) em Sesimbra e a partir de 2005 passou a fazer parte dos limites do Parque Natural da Arrábida (RCM 141/2005, de 23 de Agosto). E constituído por pistas com pegadas de Saurópodes.

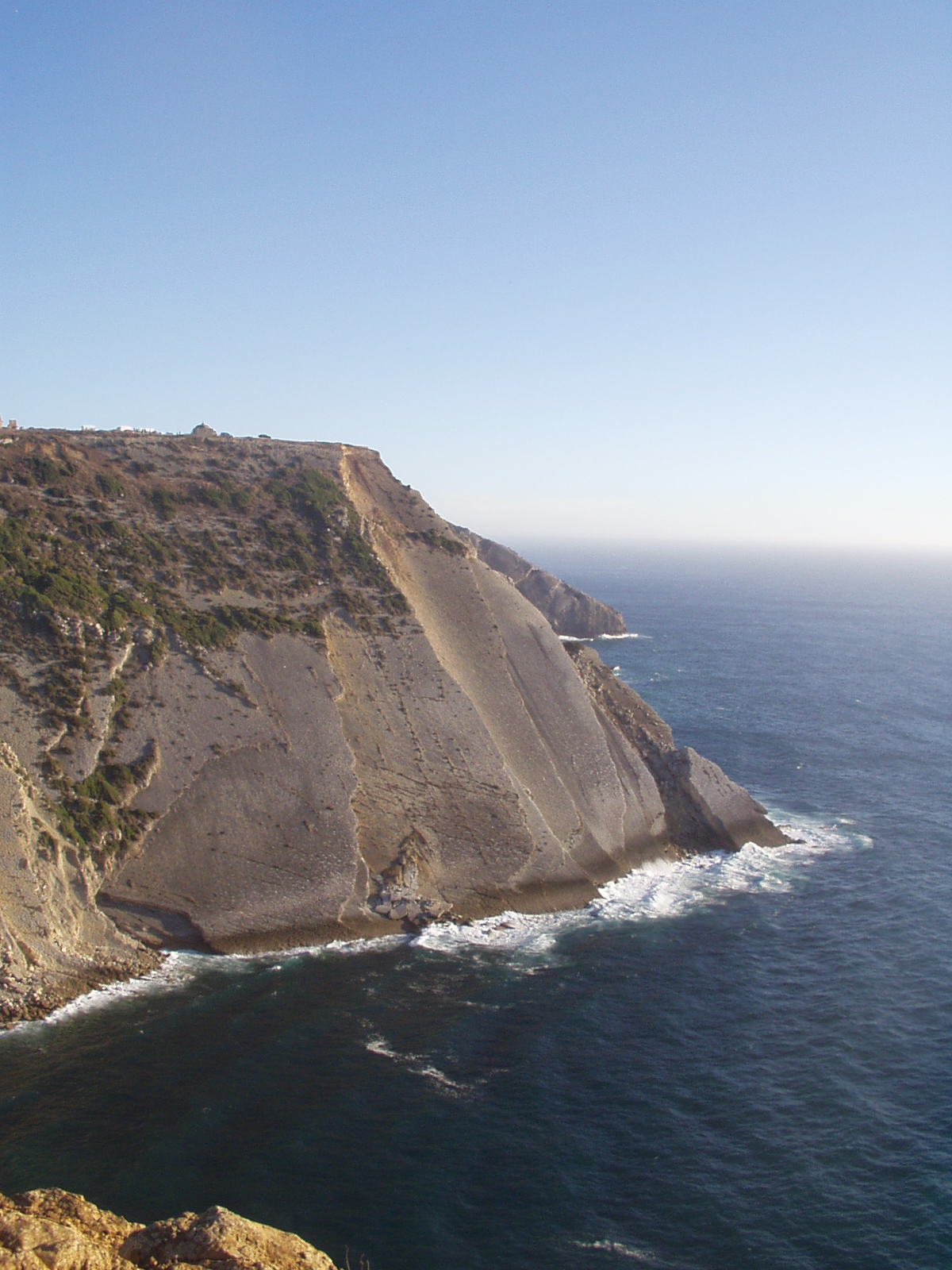
O monumento natural, na integra, visto do lado norte da Baia dos Lagosteiros.
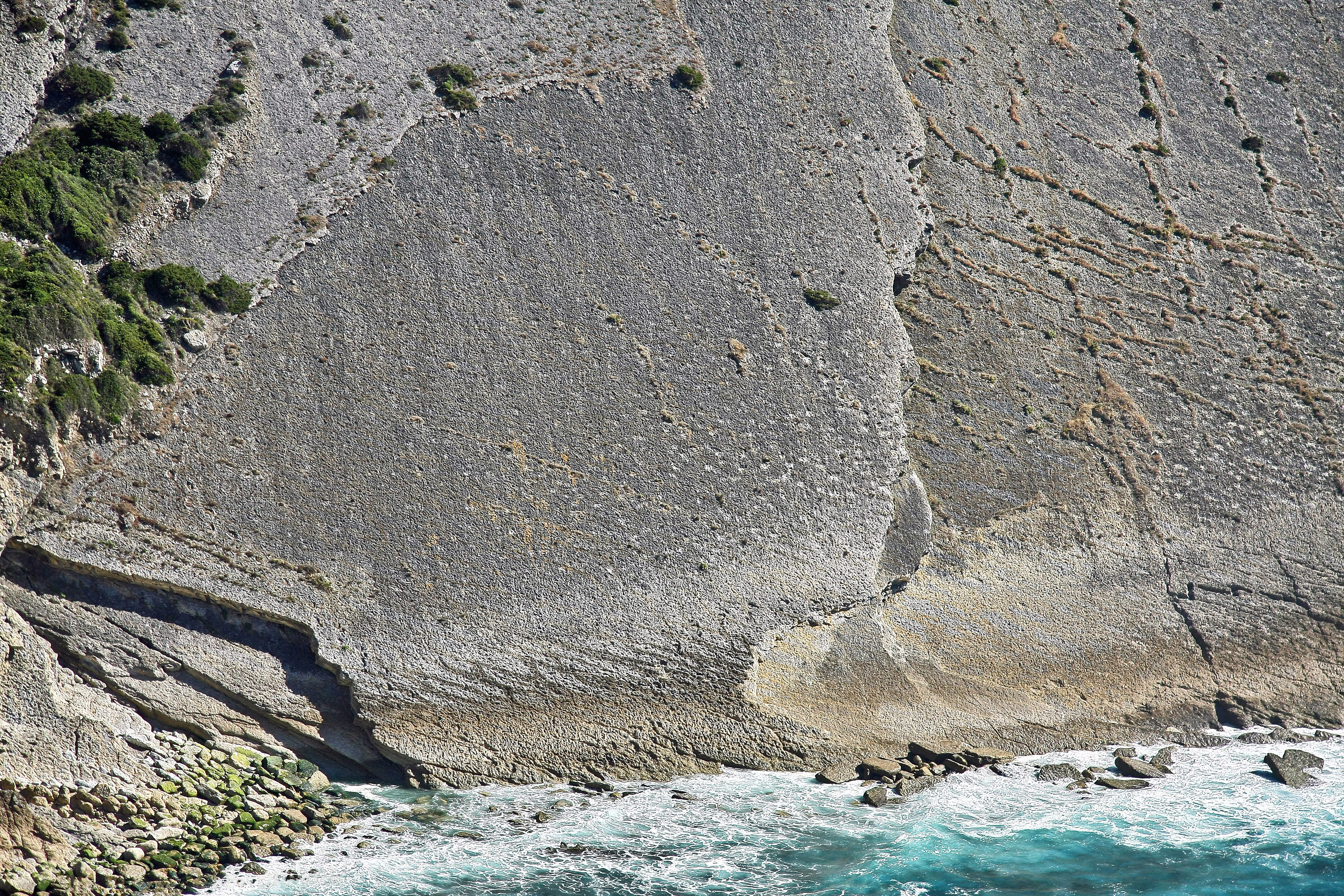
Uma das camadas rochosas com algumas trilhas visíveis.